# IJzeren Kruis (Oekraïense Volksrepubliek)
De Orde van het IJzeren Kruis (Oekraïens: Орден «Залізний хрест», Orden "Zaliznyj chrest") was de enige ridderorde van de Oekraïense Volksrepubliek.
Na eerdere plannen in 1918 en 1919 die niet hebben geleid tot het uitreiken van onderscheidingen in de Oekraïense Volksrepubliek, vormde de Eerste Winterveldtocht van 1919-1920 de aanleiding tot het instellen van de Orde van het IJzeren Kruis door otaman Symon Petljoera op 19 oktober 1920 in Kamjanets-Podilsky. De orde kende twee graden.
Dezelfde financiële problemen die er eerder al toe hadden geleid dat de eerste ridderorden die door de volksrepubliek waren ingesteld niet konden worden geproduceerd en uitgegeven, leidden ook tot vertraging bij de productie van deze orde. De eerste IJzeren Kruisen werden in maart 1921 in Warschau vervaardigd, later dat jaar werden er ook kruisen gemaakt in Lviv.
Het originele kleinood van de orde is een gestileerde versie van het wapen van Oekraïne, de drietand, op een lazuren medaillon op een vierpuntige geelkleurige ster op een gelijkbenig zwart kruis met koperen montuur. Op de keerzijde stond de tekst "voor de winterveldtocht" (Oekraïens: «За зимовий похід», Za zymovyj pochid), de datum en het nummer. Het lint had gele en blauwe strepen.
De orde werd vernieuwd op 8 maart 1958 door de voorzitter van het uitvoerend comité van de Oekraïense Volksraad in ballingschap, Ivan Bahrjanyj. Ten opzichte van het originele kleinood had deze een vierpuntige geelkleurige ster met stralen. De keerzijde van de tweede uitgave droeg de tekst "voor de winterveldtocht en de veldslagen" (Oekraïens: «За зимовий похід і бої», Za zymovyj pochid i boji) en de data 6.XII.1919 en 6.V.1920.

## Trivia
Op 21 november 2022 zijn nieuwe departementale en militaire onderscheidingen van het ministerie van Defensie van Oekraïne ingesteld, waaronder een medaille IJzeren Kruis (Oekraïens: Медаль «Залізний хрест», Medalj "Zaliznyj chrest). Het ontwerp, dat getrouw het ontwerp volgt van de vroegere orde, is ontwikkeld door de afdeling Ontwikkeling en Implementatie van Militaire Symbolen van de directie Logistieke Ontwikkeling van het centraal directoraat voor Ontwikkeling en Ondersteuning van Logistiek van de Oekraïense strijdkrachten.
De onderscheiding wordt toegekend aan militairen van de Oekraïense strijdkrachten voor de succesvolle voltooiing van gevechtsmissies, moed en heldhaftigheid getoond tijdens gevechtsoperaties tegen de vijand van Oekraïne, bij antiterroristische activiteiten en bij vredes- en veiligheidsoperaties.

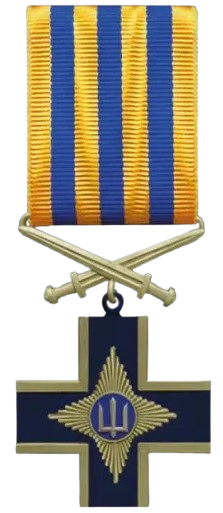
medaille IJzeren Kruis

Orden van Oekraïne

Held van Oekraïne (Gouden Ster · van de Natie)

Vrijheid ·
Vorst Jaroslav de Wijze ·
Verdienste ·
Bohdan Chmelnytsky ·
Helden van de Hemelse Honderd ·
Dapperheid ·
Vorstin Olha ·
Daniel van Galicië ·
Dapper Werk in de Mijnen

Oekraïense presidentiële en militaire onderscheidingen

Kruis voor Militaire Verdienste ·
Ivan Mazepa-Kruis ·
Geëerd Beoefenaar van de Kunsten ·
25 jaar onafhankelijkheid ·
Gouden Hart

Ereteken ·
Medaille voor steun aan de Oekraïense strijdkrachten

Zie ook orden, onderscheidingen en medailles van:

Oekraïne (draagvolgorde) · 
Oekraïense Volksrepubliek (Orde van het IJzeren Kruis) · 
 OekSSR (Rode Vlag van de Arbeid)